# Tégla (építőanyag)

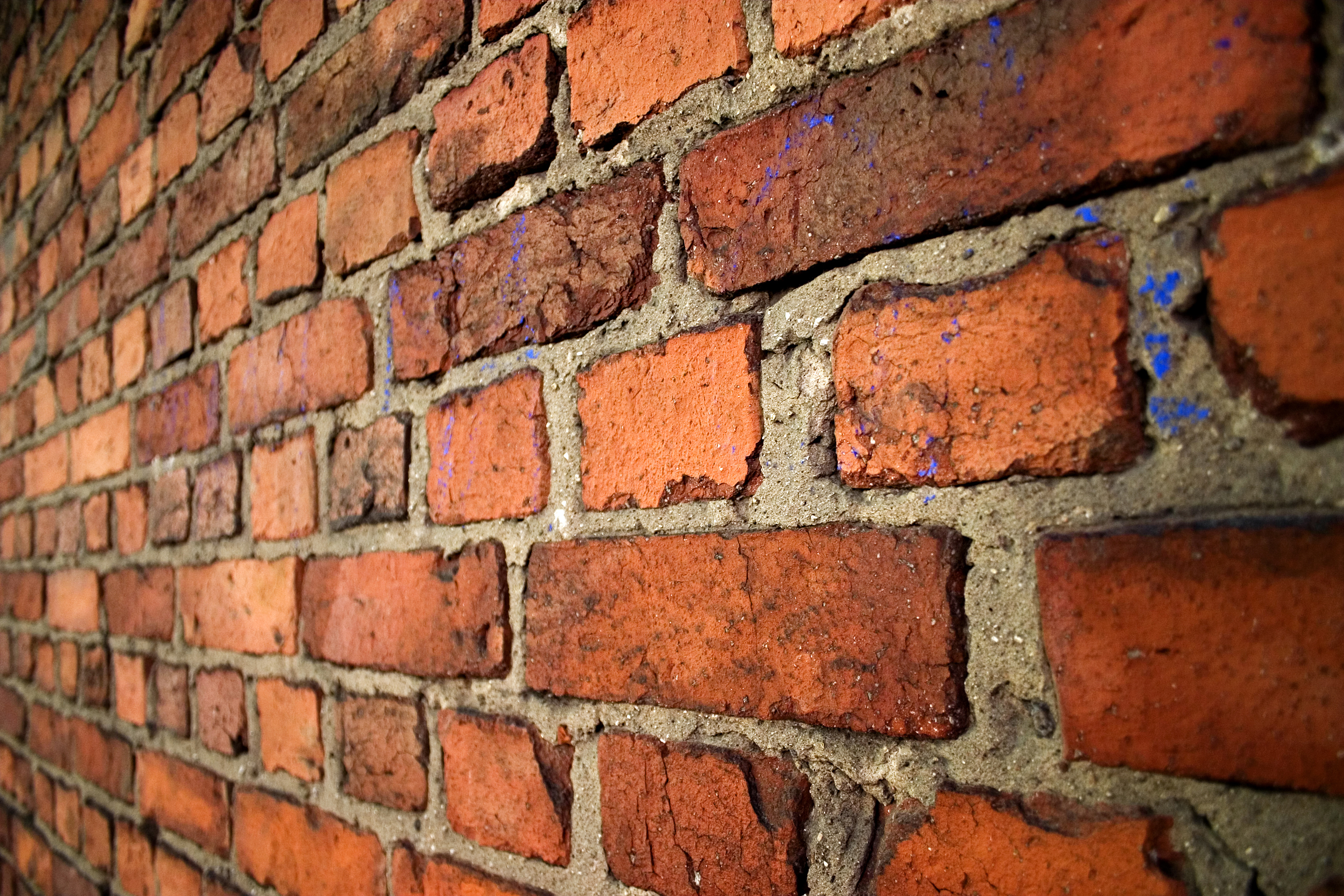
Téglafal

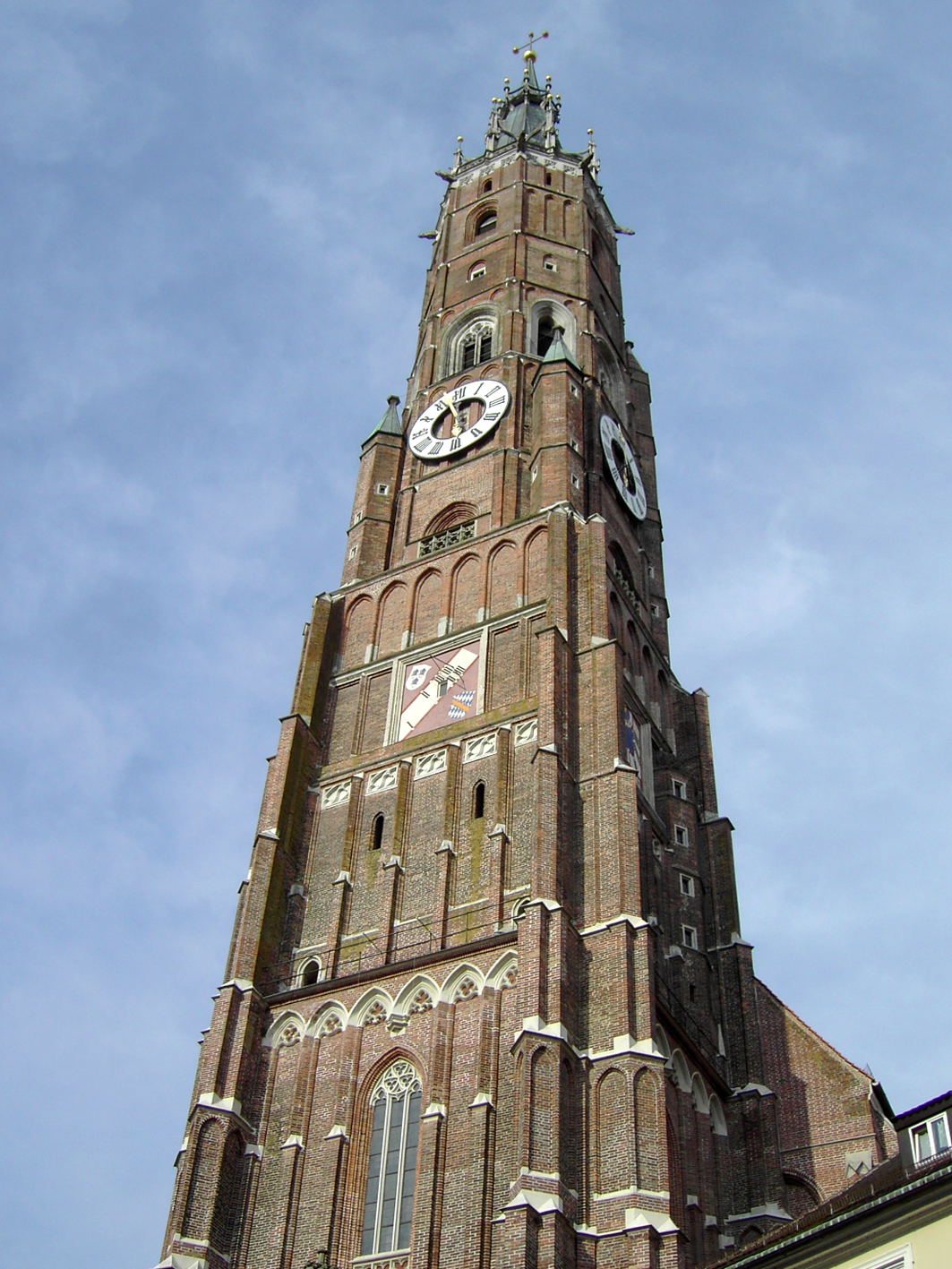
A világ legmagasabb téglatornya: Szent Márton-templom, Landshut, Németország

A tégla a legrégebbi építőanyag, története egyidős a civilizációéval.

## Története
Az agyagtéglát már Kr. e. 10 000 évvel ismerték. A sajtolt téglát később, az ókori Mezopotámiában kezdték el alkalmazni. A legjelentősebb mérföldkő mégis az égetett tégla megjelenése volt Kr. e. 3000 körül. Az égetett tégla ellenálló, ez tette lehetővé tartós szerkezetek megépítését, ahol erre korábban nem volt mód. Már a római kori építészet legnagyobb alkotásai is téglából készültek. Bizánc tovább finomított a római téglagyártáson. Többek között így épült meg a Hagia Szophia épületegyüttese. A kínaiak olyan gyártási eljárásokat dolgoztak ki, amelyek ellenállóbbá és szilárdabbá tették a téglát. A 13. századra a tégla a világon mindenhol elterjedt.
A 17. századig a technika európai fejlődése a téglagyártás módszereit is megváltoztatta. A termék olcsóbb lett, a szegényebb rétegekhez is eljutott. A 18. században új eljárásokat dolgoztak ki, amelyek lehetővé tették a tégla nagy mennyiségű előállítását. A 19. századra a gépesítés bevezetésével az ipari és üzleti létesítmények közkedvelt építőanyaga lett, de belőle épültek a korai amerikai felhőkarcolók is. A 20. századra a téglagyártás addig sosem látott méreteket öltött. Újfajta termékek kerültek a piacra, új eljárásokat dolgoztak ki, amelyek révén a téglát ötletesebben lehetett felhasználni.
Napjainkban nagyon ígéretesek a téglagyártás és a tégla szerkezeti felhasználásának újfajta technikái, amelyek sokarcú világot tárnak elénk. Egyre több tudós boncolgatja a történeti vonatkozásokat, talán azért, mert a téglaépítmények a műemlékvédelem figyelmének előterébe kerültek.

## Fajtái

### Vályogtégla

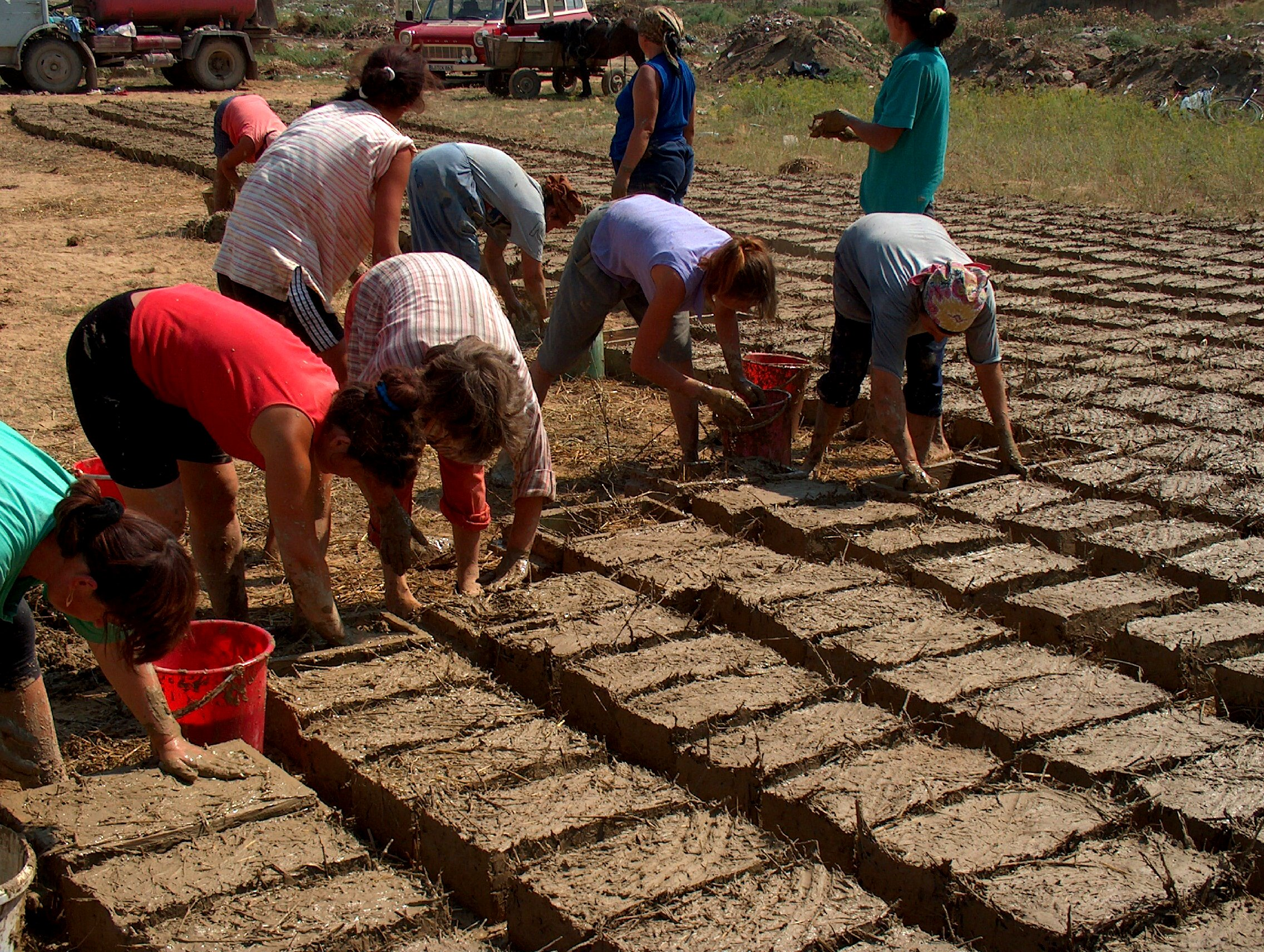
Vályogvetők

A vályogtégla a legrégebben készített tégla fajta. Vályogból készítik és nem égetik ki hanem lehetőleg árnyékos helyen szárítják. A geometriai fogalom a téglatest az ősi tégla formának az absztrakciója.
A természetes építőanyagokban, kő és fa, szegény területeken az építéshez felhasznált két fő összetevője van: szemcsés ásványi alapanyag és rostos növényi adalék. A vályog készítésének folyamata a vályogvetés.
A szemcsés alapanyag álltában a természetes vályog (üledékes talajforma), ami nem azonos az építési anyagként használt vályogtéglával. Az alapanyag a természetes vályog szemcseméretét tekintve nagyjából azonos arányban, 40-40-20 százalékban, tartalmaz agyagot iszapot és homokot, de lehet agyag és homok mesterséges keveréke is.
A rostos összetevő szinte bármilyen nehezen bomló növényi rost lehet, leggyakrabban szalma, pelyva, törek, forgács vagy növényevő állatok trágyája.
A vályogtégla készítése során a képlékeny keveréket téglatest alakú formába öntik, majd árnyékban kiszárítják. A vályogtéglákat nem égetik ki.

### Égetett tégla

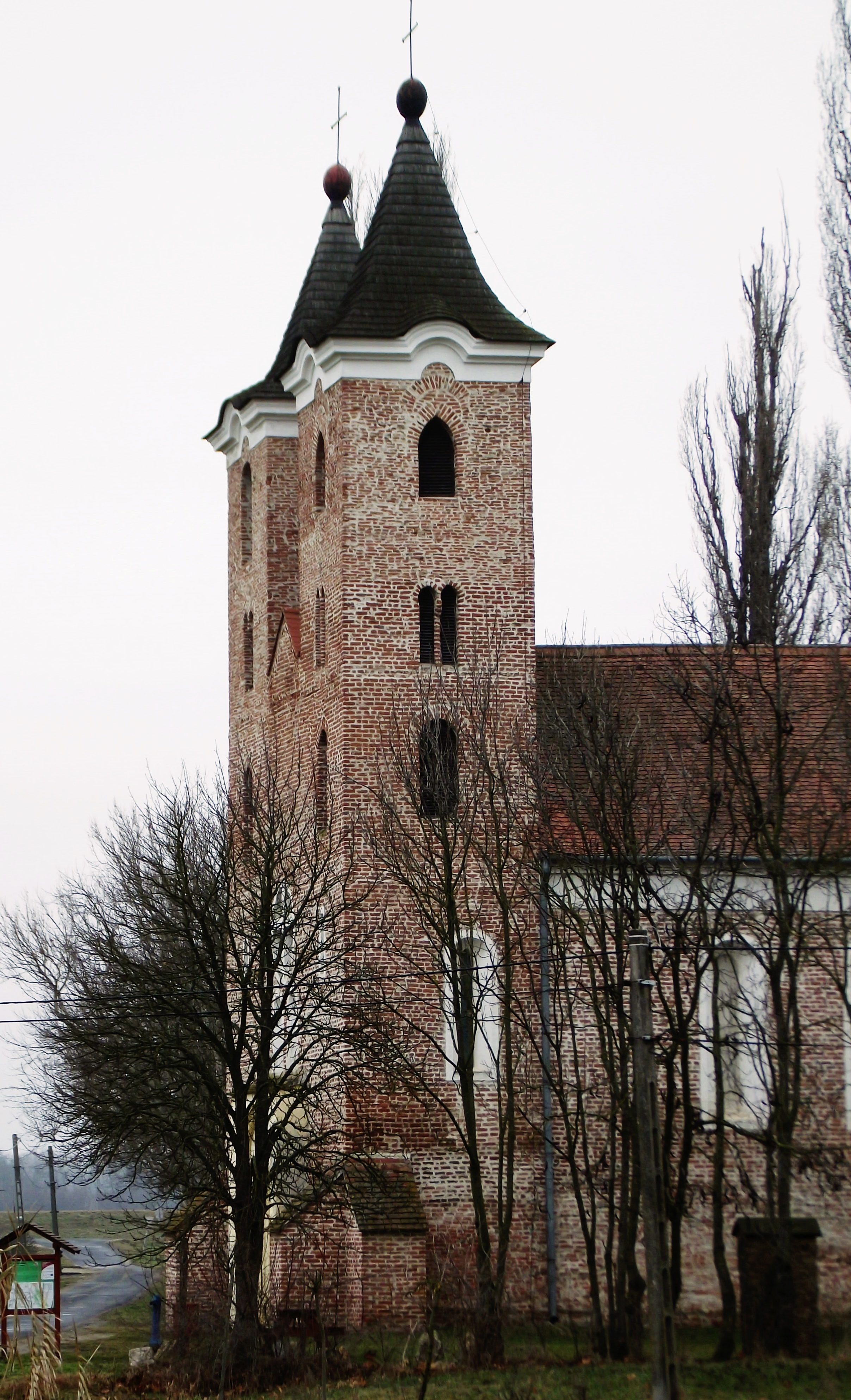
Szent Jakab apostol templom

Ásatások tanulsága alapján vályogból égetett téglák időszámításunk előtti 3000 körül jelentek meg. Vályogból égetett téglák jóval tartósabbak. A kiégetés  kiküszöböli a vályognak azt a hátrányos tulajdonságát, hogy nedvesség hatására elveszíti a szilárdságát. Egyszerű vályog tégla azonban csak maximum 900 fokon égethető, azért mechanikusan nem kellően stabil és relatív nagy a vízfelvételi képessége. Ezért az égetett vályogból készült téglából épített épületeket az időjárás állóság biztosításának céljából be kell vakolni. Ha a téglát vályog helyett agyagból égetik nagyobb szilárdságú és állóképesebb téglát kapunk.
A téglagyártást a Bibliában is említik (Mózes második könyve, 2 fejezet.)
A Római Birodalom teljes területén használták építőanyagként az égetett téglát. Pannónia területén a legkorábbi téglaégető kemencéket a 2-3. századból Aquincum területéről ismerjük. A 14. századból több magyarországi téglaégető kemence is ismert. A 12-14 században vált technológiailag lehetségessé olyan nagy szilárdságú égetett tégla gyártására amiből hatalmas, akár a száz méteres magosságot meghaladó, katedrálisokat építettek. Ilyen épületek legnagyobb arányban Észak-Németországban épültek (lásd:Téglagótika) de Magyarországon is vannak szép példái: az Árpási Szent Jakab apostol templom vagy a budai Mária Magdolna-templom tornya.